# 鈴木光司 リアルホラー
『鈴木光司 リアルホラー』（すずきこうじ・リアルホラー）は、2015年3月15日から3月29日までBSフジに放送された日本のテレビドラマで、開局15周年スペシャルドラマである。

## 概要
- 鈴木光司の短編集『アイズ』によって日常と非日常に潜む「本当にあった怖い話」を取材としたホラードラマ[1]。
- 2015年8月7日、BSフジで全6話が一挙放送・再放送となる[2]。

## キャスト

### 第一回

#### 杭打ち
| 役       | 歳  | 備考                       | 俳優                 |
| -------- | --- | -------------------------- | -------------------- |
| 野末和己 | 41  | 詐欺師                     | 中村獅童             |
| 矢野瑞江 | 28  | 野末の女                   | 仲村瑠璃亜           |
| 畑田     | 34  | 野末の部下                 | 伊藤武雄             |
| 伊藤     | 27  | 野末の部下                 | 鈴木勝大             |
| 広谷     | 50  | 怪しい仕事をしている男     | 池浪玄八             |
| 迫田     | 28  | 野末の部下。板金担当       | 佐藤達也             |
| 山中いち | 40  | 背の大きな女。元槍投げ選手 | Yoshi                |
| キャディ | N/A | N/A                        | 安野由紀子           |
| 橋本夫婦 | N/A | N/A                        | 大嶋守立・保苅やすこ |

#### 夜光虫
| 役       | 歳 | 備考               | 俳優         |
| -------- | -- | ------------------ | ------------ |
| 倉田貴子 | 27 | ホステス           | 芦名星       |
| 川端光明 | 38 | 歯科医             | 辻修         |
| 杉原賢治 | 36 | 大手広告代理店勤務 | 山本剛史     |
| 杉原奈央 | 37 | 杉原の妻           | おぞねせいこ |
| 倉田真由 | 5  | 貴子の娘           | 正垣那々花   |

### 第二回

#### 檜
| 役             | 歳 | 備考                                                         | 俳優       |
| -------------- | -- | ------------------------------------------------------------ | ---------- |
| 名波啓二       | 26 | 給食センター勤務。人より知能指数が低いが、純粋な心を持つ男。 | 山本裕典   |
| 名波朋子       | 47 | 名波の母                                                     | 山下容莉枝 |
| 塚本           | 52 | 名波の仕事先の上司                                           | 神原哲     |
| 清水和夫       | 71 | 給食センターのお客                                           | 古川慎     |
| 内藤           | 48 | 廃墟の地主                                                   | 木村清志   |
| 幼少時代の名波 | 5  | N/A                                                          | 木村皐誠   |
| 少女           | 7  | 謎の少女                                                     | 玉野るな   |

#### クライ・アイズ
| 役         | 歳  | 備考                   | 俳優         |
| ---------- | --- | ---------------------- | ------------ |
| 川瀬隆三   | 40  | 引っ越してきた謎の男   | 武田真治     |
| 稲垣有子   | 36  | 妊娠9ヶ月の妊婦        | 長宗我部陽子 |
| 安藤瞳     | 33  | 有子の妹               | 近藤奈保妃   |
| 稲垣誠二   | 32  | 有子の旦那。単身赴任中 | 藤沢大輔     |
| 工藤       | 50  | 制服警察官             | さくら       |
| 萩本       | 34  | 制服警察官             | 青瀬竜平     |
| 平田       | 38  | 警視庁第一課刑事       | 森本のぶ     |
| 髪の長い女 | N/A | N/A                    | 高橋美津子   |
| 赤い服の女 | N/A | N/A                    | 神野愛莉     |

### 第三回

#### タクシー
| 役                    | 歳  | 備考                       | 俳優                           |
| --------------------- | --- | -------------------------- | ------------------------------ |
| 久保田詳子            | 30  | 久保田智彦の妻。結婚歴５年 | 佐藤江梨子                     |
| 三井亮介              | 36  | タクシー運転手             | 甲本雅裕                       |
| 久保田智彦            | 32  | 詳子の夫                   | 成元一真                       |
| 春菜                  | 20  | タクシー運行管理者         | 茜屋日海夏                     |
| 同僚A                 | N/A | 三井の同僚                 | 柴崎真人                       |
| 上司                  | N/A | 三井の上司                 | 辻本譲                         |
| 女                    | N/A | 幽霊                       | 松本妃代                       |
| 大阪のおばちゃん3人組 | N/A | N/A                        | 北河多香子・秦中智鶴・三幸ゆき |

#### 鍵穴
| 役       | 歳 | 備考                   | 俳優       |
| -------- | -- | ---------------------- | ---------- |
| 松浦宏和 | 45 | サラリーマン。妻子あり | 八嶋智人   |
| 大石正彦 | 45 | 松浦の昔からの友達     | 鈴木一真   |
| 鳥居健児 | 30 | 松浦の昔からの友達     | 富士たくや |
| 丸山早苗 | 25 | 大石の妻               | 宇野実彩子 |
| 松浦美樹 | 40 | 松浦の妻               | 細谷里絵   |

## 撮影・挿話
- 「鍵穴」篇に出演する宇野実彩子が、撮影の翌日について筋肉痛になると語る[3][4]。撮影の間には、AAAのアルバム『GOLD SYMPHONY』と、主演・八嶋智人の生姜大根のど飴をお互いに贈り合う[4]。
- 「クライ・アイズ」篇は制作スタッフの住居が撮影場所に使われた。撮影は１階が主に使われ、２階は出演者の控室・メイク室になっていた。当然、重要な役回りのラブドールも２階でメイク・待機していた。制作スタッフの住居であるので、スタッフの家族も部屋に入る。小学生の男子もその一人だが、主演の武田真治はその男子の視野を遮る様にラブドール前に立ち塞がった。しかしながら、小学生の女子に際してはちょっと大きめの着せ替え人形とし、立ち塞がる等の対応はしなかった。武田真治より、撮影現場にケーキ・たこ焼き等大量な差し入れがなされたが、主要な出演者であるはずのラブドール達は口にする事はなかった。

## 動画投稿

### エイベックス・ピクチャーズ
- 「リアルホラー叫・凶」DVDトレーラー[5]

### ホラーちゃんねる
- 【特報】BSフジ開局15周年スペシャルドラマ 『リアルホラー』[6]
- BSフジ開局15周年スペシャルドラマ 『リアルホラー』[7]
- BSフジ開局15周年スペシャルドラマ 『リアルホラー』long ver.[8]
- リアルホラー　鈴木光司インタビュー[9]
- 鈴木光司・リアルホラー「杭打ち」中村獅童インタビュー[10]
- 鈴木光司・リアルホラー「夜光虫」芦名星インタビュー[11]
- 鈴木光司・リアルホラー「檜」山本裕典インタビュー[12]
- 鈴木光司・リアルホラー「クライ・アイズ」武田真治インタビュー[13]
- 鈴木光司・リアルホラー「タクシー」佐藤江梨子インタビュー[14]
- 鈴木光司・リアルホラー「鍵穴」八嶋智人インタビュー[15]

## 商品
| # | 発売日       | 表題           | 収録内容                                                    |
| - | ------------ | -------------- | ----------------------------------------------------------- |
| 1 | 2015年7月3日 | リアルホラー叫 | 本編3話（「杭打ち」「夜光虫」「檜」）                       |
| 2 | 2015年7月3日 | リアルホラー凶 | 本編3話（「クライ・アイズ」「タクシー」「鍵穴」）・特典映像 |